# Neyland Stadium
Das Neyland Stadium ist ein College-Football-Stadion auf dem Campus der University of Tennessee in der US-amerikanischen Stadt Knoxville im Bundesstaat Tennessee. Die Anlage am Ufer des Tennessee River dient hauptsächlich zur Austragung der College-Football-Spiele der NCAA-Mannschaft der Tennessee Volunteers (SEC). Nach mehreren Erweiterungen beträgt die offizielle Zuschauerkapazität heute 102.455. Dies macht es zum fünftgrößten Stadion in den Vereinigten Staaten und zum siebtgrößten Stadion der Welt.

## Geschichte
Das Neyland Stadium wurde 1919 konzipiert. W.S. Shields, der Präsident von Knoxville's City National Bank und ein Treuhänder der University of Tennessee, stellten das Kapital zur Verfügung, um ein Spielfeld einzurichten. Die ursprüngliche Sportstätte – der untere Bereich der heutigen West-Tribüne – wurde im März 1921 fertiggestellt und hieß zu Ehren des Spenders und seiner Frau Shields-Watkins Field.
1962 wurde das Stadion zu Ehren des kürzlich verstorbenen sportlichen Direktors und ehemaligen Coaches Robert Neyland in Neyland Stadium umbenannt. Neyland trainierte das Team von 1926 bis 1952 und führte die Volunteers an die nationale Spitze. Das Spielfeld wird nach wie vor Watkins Shields Field genannt. Bei der letzten Erweiterung im Jahr 2000 wurde die Rekordkapazität von 104.079 erreicht. Seither wurden 2006 auf der Osttribüne und 2009 auf der Westtribüne Clubplätze hinzufügt, welche die Zuschauerkapazität auf 100.011 reduzierten. 2010 wurde die Kapazität mit der neuen Tennessee Terrace wieder leicht erhöht auf derzeit 102.455.

## Stadionerweiterungen
| Jahr | Erweiterung                   | Kapazitätsänderung     | Gesamtkapazität |
| ---- | ----------------------------- | ---------------------- | --------------- |
| 1921 | Originale Westtribüne         | 3.200 Sitze            | 3.200           |
| 1926 | Osttribüne                    | 3.600 Sitze            | 6.800           |
| 1929 | Westtribüne                   | 11.060 Sitze           | 17.860          |
| 1937 | Nordsektion X                 | 1.500 Sitze            | 19.360          |
| 1938 | Osttribüne                    | 12.030 Sitze           | 31.390          |
| 1948 | Südtribüne                    | 15.000 Sitze           | 46.390          |
| 1962 | Oberdeck West                 | Pressebox, 5.837 Sitze | 52.227          |
| 1966 | Nordtribüne                   | 5.895 Sitze            | 58.122          |
| 1968 | Oberdeck Ost                  | 6.307 Sitze            | 64.429          |
| 1972 | Oberdeck Südwest              | 6.221 Sitze            | 70.650          |
| 1976 | Oberdeck Südost               | 9.600 Sitze            | 80.250          |
| 1980 | Nordtribüne                   | 10.999 Sitze           | 91.249          |
| 1987 | Direktionssuiten West         | 42 Suiten              | 91.110          |
| 1990 | Anpassung der Studentenplätze | 792 Sitze              | 91.902          |
| 1996 | Oberdeck Nord                 | 10.642 Sitze           | 102.544         |
| 1997 | Diverse Anpassungen           | 310 Sitze              | 102.854         |
| 2000 | Direktionssuiten Ost          | 78 Suiten              | 104.079         |
| 2006 | Clubplätze Ost                | Club Level             | 102.037         |
| 2009 | Clubplätze West               | Club Level             | 100.011         |
| 2010 | Tennessee Terrace             | 2.444 Sitze            | 102.455         |

## Galerie

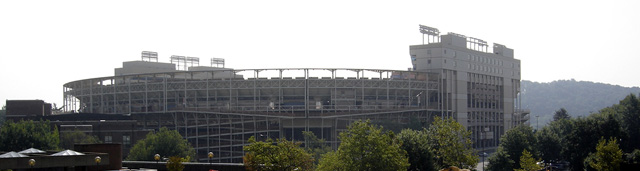
Das Stadion vom Campus der Universität aus gesehen
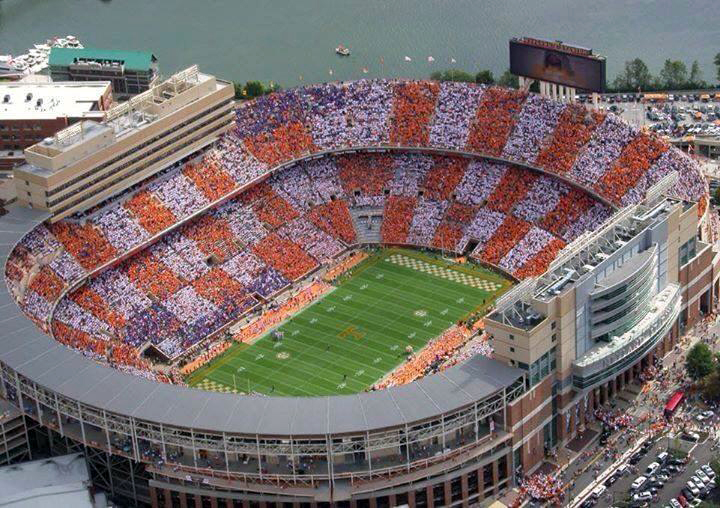
Luftbild vom Innenraum des Stadions
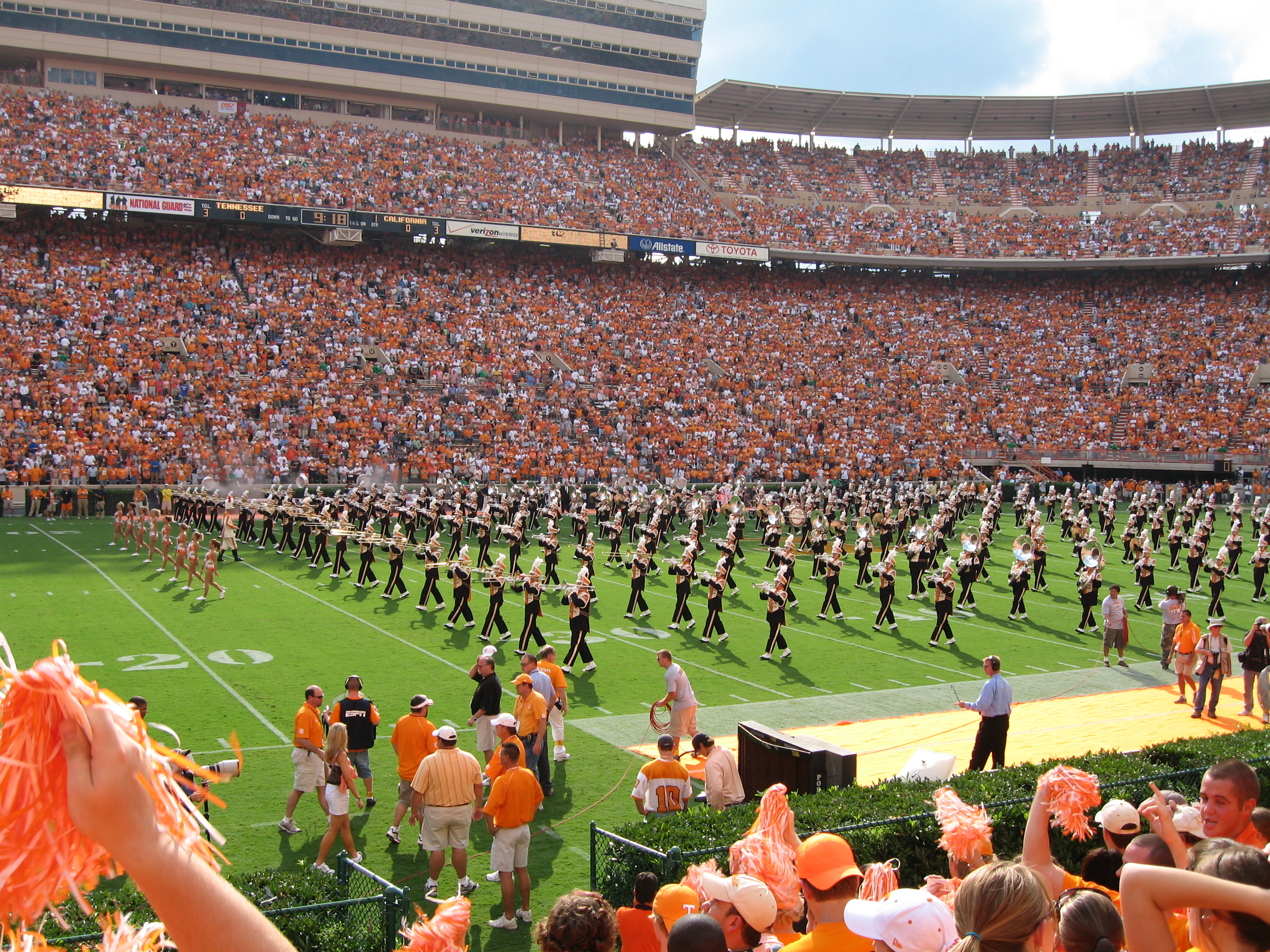
Parade vor einem Spiel
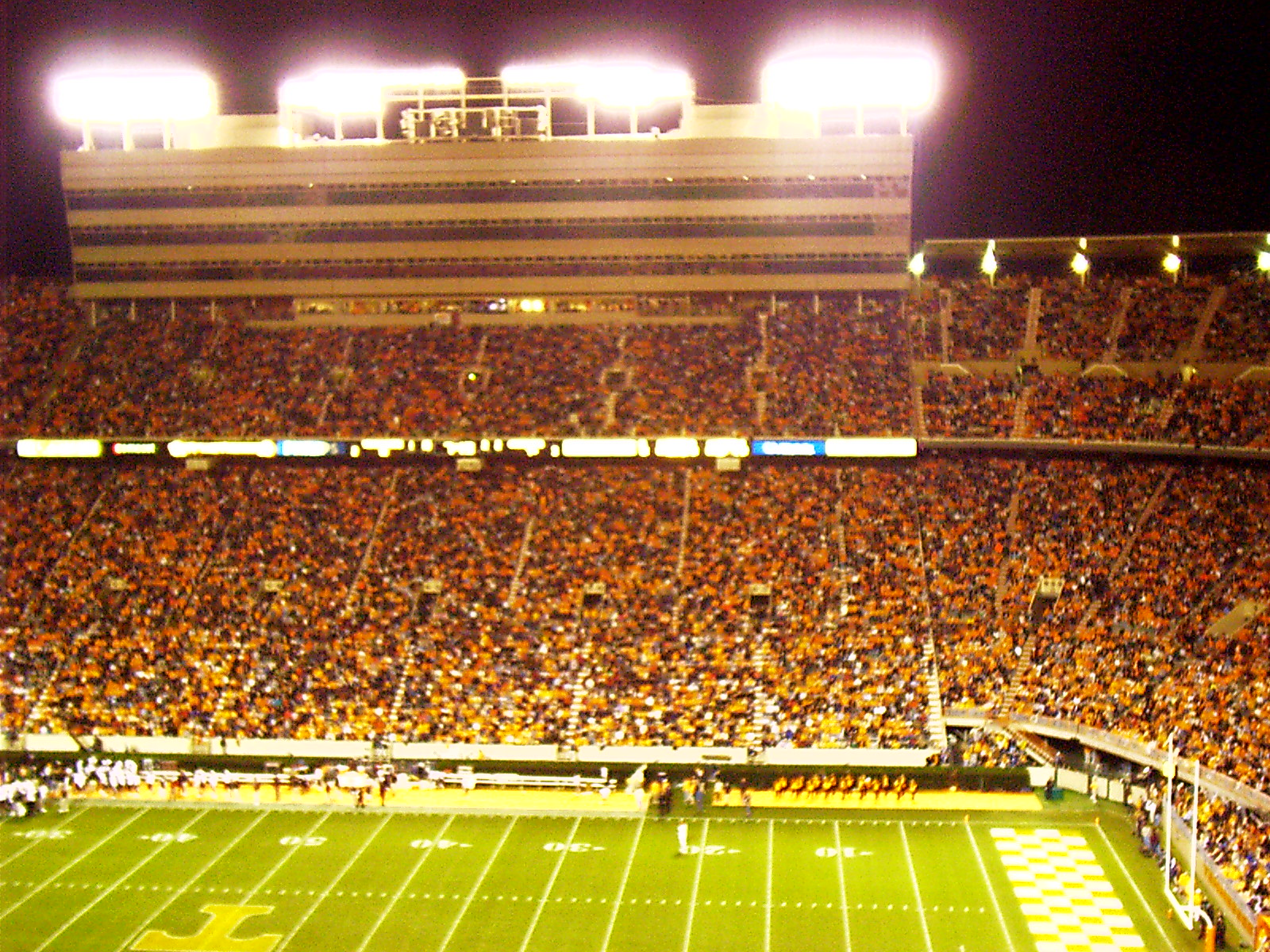
Stadion bei Nacht
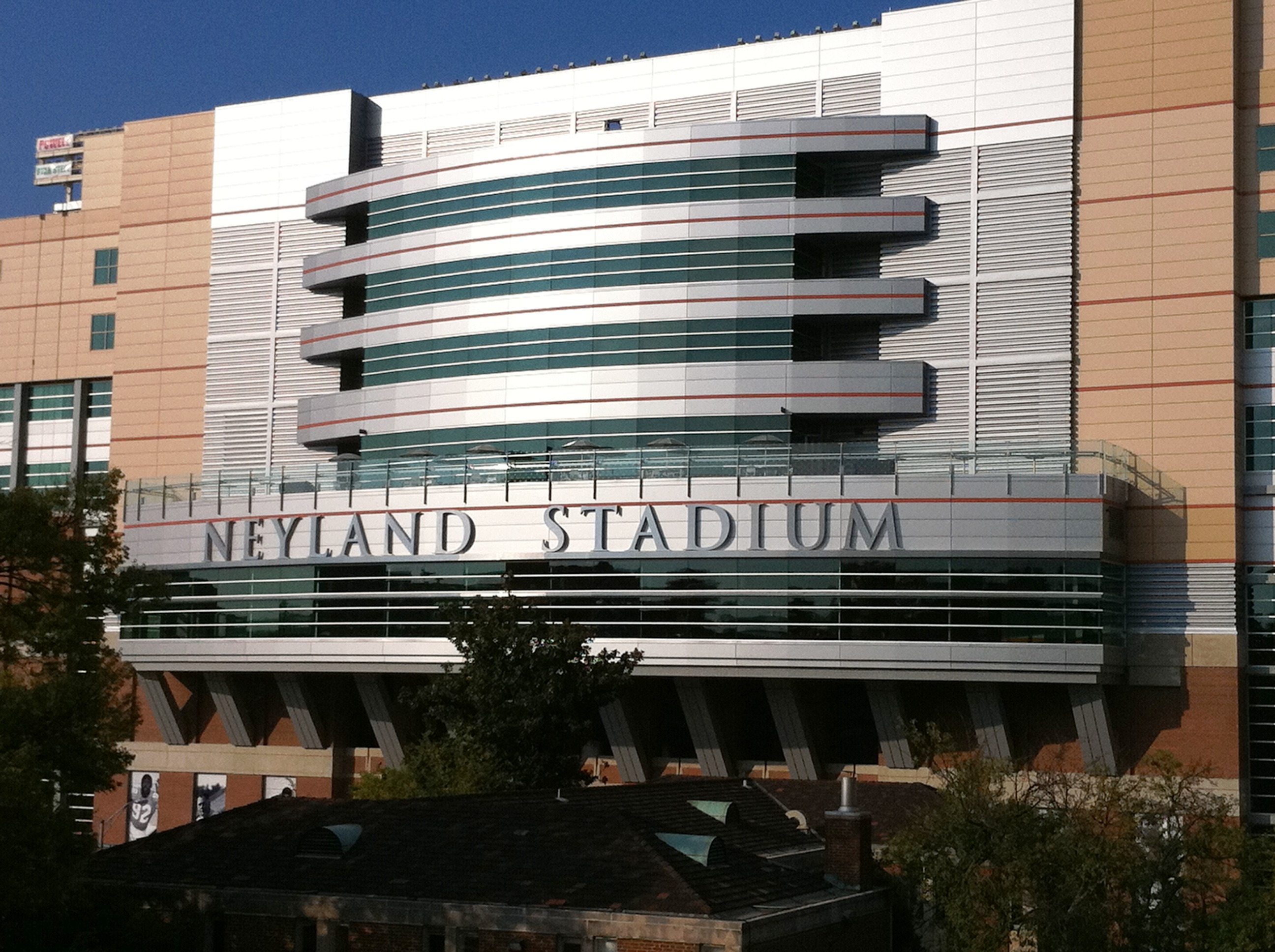
Eingang